# Sächsische Vaterlands-Blätter
Die Sächsischen Vaterlands-Blätter waren ein, „Wochenblatt für vaterländische Interessen“, zuerst erschienen in Dresden später in Leipzig. Das Wochenblatt war ein eigenständiges Blatt von 1840 bis 1845 und von 1848 bis 1850. Die Zeitung bestand zeitweilig aus mehreren Redakteuren und zusätzlichen freien Mitarbeitern.

## Vorgeschichte
Dr. Adolph Schäfer gründete im Oktober 1839 in Dresden das gemäßigte liberale „Dresdner Wochenblatt für vaterländische Interessen“. Seit 3. November 1840 erschien diese Zeitung unter dem Namen „Sächsische Vaterlands-Blätter“. Im Sommer 1841 alarmierte Schäfer Robert Blum, er wolle das Blatt nicht mehr finanzieren. Das Blatt mit einer Auflage von 300 Exemplaren trug sich nicht mehr. Es wurde vereinbart, dass Schäfer formell Redakteur und Verleger blieb, die buchhändlerische Kommission übernahm Robert Friese, ein enger Freund Blums. 1842 gab Schäfer die Zeitschrift ab und widmete sich einem anderen Projekt: fotografischen Aufnahmen in Indonesien.

## Geschichte
Robert Blum wollte 1841 die „Sächsischen Vaterlands-Blätter“ kaufen, aber das Innenministerium verweigerte ihm die Konzession, da er schon zur damaligen Zeit als „unsicherer Kantonist“ bei der sächsischen Regierung bekannt war.
Zwischen 1840 und 1845 erschienen die sächsischen Vaterlandsblätter dreimal wöchentlich dienstags, donnerstags und freitags später auch sonntags. Den Sächsischen Vaterlands-Blättern ging es hauptsächlich um die Meinungs- und Pressefreiheit, aber auch um das Projekt einer national- gesamtdeutschen Einheit. Das Blatt verstand sich von Anfang an als antifeudale Front der Arbeiter, Handwerker und Bürger in Sachsen. Die sächsischen Vaterlandsblätter sammelten aber auch Spenden für politisch Verfolgte. Auch August Heinrich Hoffmann von Fallersleben kam in den Genuss einer solchen Unterstützung. Blum schrieb viele Artikel für die Vaterlandsblätter.
In den Sächsischen Vaterlandsblättern warf Robert Blum 1843 die Frage auf, nach der politischen Stellung der Frau. Louise Otto antwortete im gleichen Blatt: „An der Stellung, welche die Frauen in einem Lande einnehmen, kann man sehen, wie dick von unreinen Nebeln, oder wie klar und frei die Luft eines Staates sei; ― die Frauen dienen als Barometer der Staaten.“
Gedruckt wurden die Blätter von 1840 bis 1842 bei Benedictus Gotthelf Teubner. Am 1. November 1842 übernahm der Redakteur Georg Günther, ein Schwager von Robert Blum, die Vaterlandsblätter. Friese übernahm die Zeitschrift nun auch als Verleger. Von 1843 bis 1845 übernahm Druck und Papier Philip Reclam jun.
Carl Eduard Cramer übernahm am 17. August 1844 als Redakteur die Vaterlandsblätter. Er berichtete über politisch Verfolgte und prangerte die Zustände im Land an. Dabei ging es um Pressefreiheit, Gerichtsreform, Erweiterung der verfassungsmäßigen Rechte der Bevölkerung und das halbfeudale Polizeiregime.
Im Herbst 1844 schrieb Johannes Ronge einen offenen Brief an Wilhelm Arnoldi, den Bischof von Trier, gegen die Trierer Wallfahrt von 1844, die Ausstellung des Rockes Christi, einer Reliquie, was Ronge als Götzenfest anprangerte. Dieser Brief, ein Offenes Sendschreiben, wurde in den von Carl Cramer herausgegebenen Sächsischen Vaterlandsblättern veröffentlicht. Dieser Artikel wurde tausendfach kopiert und verteilt, woraufhin die katholische Kirche Ronge im gleichen Jahr exkommunizierte.
Ein unter Günthers Redaktionsführung zu verzeichnender Rückgang von 1.000 auf 700 Exemplaren im Juni 1844 konnte erst mit der Redaktionsübernahme von Carl Cramer ausgeglichen werden. Friese verkündete zu Beginn des ersten Quartals 1845 eine bedeutende Steigerung der Auflage, die wohl deutlich über 1000 Stück lag. Bis Ende 1845 soll die Abonnentenzahl auf 2000 gestiegen sein.
Weil die schlesische Opposition eng mit den Vaterlandsblättern verbunden war, und durch sie sogar nachdrücklich unterstützt wurde, war es für die Preußische Regierung Grund genug, immer wieder Beschwerden über die Zeitung bei der sächsischen Regierung vorzulegen und sie im Frühjahr 1845 in Preußen zu verbieten. Ein Schritt dem sich Bayern, Baden und schließlich auch Sachsen anschlossen.
Am 23. Dezember 1845 bekamen die Leser der Vaterlandsblätter als besondere Weihnachtsgabe eine schwarz eingefasste Sondermeldung mit dem Hinweis, dass das Erscheinen des Blattes eingestellt werde. Eines der temperamentvollsten und mutigsten Organe des deutschen Vormärz war zu Ende.
Wegen des Verbots der Vaterlandsblätter ging Carl Cramer einen anderen Weg seine Meinung zu publizieren. Im Januar 1846 gab er die Flugschrift „Ein fliegendes Blatt aus dem Vaterlande“ heraus. Im Februar folgte „Stimmen aus dem Vaterlande“ und im Dezember das gleichlautende „Ein fliegendes Blatt aus dem Vaterlande“, mit dem Untertitel „Das Ministerium des Innern und ― ich!“.
Erst am 1. April 1848 erschienen die Vaterlandsblätter wieder. Es übernahmen mehrere Herausgeber die Blätter: Robert Blum, Carl Eduard Cramer, J. Georg Günther und als verantwortlicher Redakteur Dr. Rudolph Rüder.
Ab 1. April 1848 übernahm den Druck der Vaterlandsblätter Philipp Reclam jun., als Verleger wurde wieder Robert Friese gewonnen. Von Mitte 1848 ab, druckte Friedrich Andrä die „Blätter“. Am 7. November 1848 starb Robert Friese viel zu bald mit 43 Jahren. Die Vaterlandsblätter liefen noch bis Ende 1848 unter dem Verlag Friese.
Durch eine Erklärung am 7. November 1848 geben Carl Eduard Cramer und Dr. Rudolph Rüder bekannt, dass die Redakteure Robert Blum und J. Georg Günther nicht mehr im Kopf des Blattes erscheinen. Ihre politischen Ansichten gingen wohl damals auseinander. In manchem hatte Blum mit den Leitern des Blattes die Fühlung verloren. Sie waren ihm zu „ministeriell“ geworden.
Am 30. Dezember 1848 übernahm wieder Carl Eduard Cramer in Eigenregie die sächsischen Vaterlandsblätter.
Ab 1. Januar 1849 bis 31. Dezember 1850 fungierte Carl Eduard Cramer als Herausgeber und verantwortlicher Redakteur, gedruckt wurde in diesen zwei Jahren weiterhin bei Friedrich Andrä. Anfang 1850 wurden die „Vaterlandsblätter“ mit dem Untertitel „!Vorwärts!“ versehen.
Cramer redigierte die Vaterlandsblätter bis 1850. Am 31. Dezember 1850 stellte Carl Eduard Cramer die „!Vorwärts! Vaterlandsblätter“ ein.